# Podwapienie
Podwapienie – polana w Pieninach Czorsztyńskich. Należy do wsi Sromowce Wyżne w województwie małopolskim, w powiecie nowotarskim, w gminie Czorsztyn. Znajduje się u południowych podnóży skalistego wzniesienia Rabsztyn i jest widoczna z szosy biegnącej przez Sromowce Wyżne.
Polana Podwapienie była dawniej polem uprawnym, obecnie jednak jest to łąka położona na wysokości około 518–584 m n.p.m. Znajduje się na obszarze Pienińskiego Parku Narodowego (PPN). Jej wschodni stok opada do potoku Lęborgowy, na zachodzie przechodzi w polanę Podstosie.
Z rzadkich gatunków porostów na Podwapieniu stwierdzono występowanie stwierdzono występowanie degenerujących plech brodaczki kępkowej (Usnea hirta) i małych ilości płucnicy islandzkiej (Cetraria islandica), kropnicy żółtawej (Bacidia rubella), odnozyce kępkowej (Ramalina fastigiata), przylepki brodawkowatej (Melanelia subargentifera), mąkli tarniowej (Evernia prunastri), Thalloidima sedifolium.